# Zbigniew Głuszczak
Zbigniew Andrzej Głuszczak (ur. 17 lutego 1953 w Łodzi) – polski ekonomista i fotoreporter, działacz NSZZ „Solidarność”.

## Życiorys
Ukończył studia na Wydziale Ekonomiczno-Socjologicznym Uniwersytetu Łódzkiego (1977), gdzie w 1990 obronił doktorat. W latach 1978–1979 odbył służbę wojskową. Od 1980 jest pracownikiem naukowym na Wydziale Ekonomiczno-Socjologicznym UŁ.
Od września 1980 działał w NSZZ „Solidarność” – był członkiem Komitetu Założycielskiego. Od października 1980 do 13 grudnia 1981 był przewodniczącym koła Wydziałowego Komitetu Zakładowego „S”. Kolportował również niezależne pismo „Poglądy”. W latach 1981–1983 był fotoreporterem manifestacji i demonstracji ulicznych w Łodzi, w tym m.in. strajku studentów uczelni łódzkich w styczniu i lutym 1981. W latach 1981–1989 był współorganizatorem i członkiem podziemnej Uczelnianej Komisji Koordynacyjnej „Solidarności” na Uniwersytecie Łódzkim. W ramach działalności UKK organizował akcje socjalne, związane z wypłacaniem zasiłków i zapomóg dla członków „Solidarności” na UŁ oraz ich rodzin.
Był członkiem zespołu redakcyjnego „Biuletynu Uniwersytetu Łódzkiego” (1982–1984). W latach 1982–1989 kolportował m.in. „Tygodnik Mazowsze”, „Biuletyn Uniwersytetu Łódzkiego”, „Prześwit” na Wydziale Ekonomiczno-Socjologicznym UŁ. Od 1995 należy do Łódzkiego Towarzystwa Fotograficznego.

## Wyróżnienia
- Honorowa Srebrna Odznaka Łódzkiego Towarzystwa Fotograficznego,
- Honorowa Złota Odznaka Łódzkiego Towarzystwa Fotograficznego[2],
- Odznaka „Zasłużony Działacz Kultury” (2001)[1],
- Medal za Zasługi w Walce o Niepodległość Polski i Prawa Człowieka 13 XII 1981 – 4 VI 1989,
- Złoty Medal za Długoletnią Służbę,
- „Medal dla zasłużonych dla gminy Szegvár” – Węgry[2]
- Krzyż Wolności i Solidarności (2017)[1],
- Nagroda Miasta Łodzi (2020)[2].